# رجاء بن ابی‌ضحاک
رجاء بن ابی‌ضحاک یکی از دولتمردان حکومت عباسی و پسر عموی فضل بن سهل بوده‌است که مناصبی چون عهده‌داری ولایت خراسان، تصدی دیوان خراج مرو و دمشق را در کارنامه دارد. همچنین او مأمور مأمون در انتقال علی بن موسی الرضا از مدینه به مرو جهت انتصاب علی بن موسی به ولایتعهدی بوده‌است.

## نام و جایگاه
رجاء بن ابی‌ضحاک جرجرایی، پسر عموی فضل بن سهل است که جرجرایا منسوب شده‌است. از همین رو او را به همراه چند تن دیگر از اهالی جرجرایا به لقب جرجرایی می‌خواندند. برخی در نسبت فامیلی او فضل بن سهل اختلاف کردند و او را یکی از بستگان فضل دانسته‌اند. او از رجال حکومتی در عصر مأمون و معتصم بوده‌است. در ذکر جایگاه سیاسی رجاء آورده اند که او دارای مناصب مختلفی بوده‌است از جمله:
- والی خراسان
- متصدی دیوان خراج (در عصر مأمون)
- امارت دمشق یا متصدی دیوان خراج دمشق (در عصر معتصم)
- متصدی دیوان خراج دمشق و اردن (در عصر واثق بالله)

## مأموریت همراهی علی بن موسی
در منابع تاریخی، رجاء بن ابی‌ضحاک به عنوان مأمور بدرقه و همراهی علی بن موسی الرضا از مدینه تا مرو بود. وی در این زمینه از مأمون -خلیفه وقت- دستور داشت تا علی بن موسی الرضا را محترمانه به مرو آورد. این سفر به جهت دعوت مأمون از علی بن موسی برای پذیرش منصب ولایتعهدی بوده‌است. هرچند برخی منابع از بکاربردن زور و اجبار توسط رجاء برای انتقال علی بن موسی به مرو یاد کرده‌اند. در مقابل این قول، برخی چون ابوالفرج اصفهانی و شیخ مفید، عیسی جلودی را مأمور انتقال علی بن موسی دانسته است که با نقدهایی نیز همراه بوده‌است. وی در اینباره می‌گوید: «مأمون مرا مأمور کرد به مدینه بروم و علی بن موسی الرّضا را حرکت دهم و دستور داد روز و شب مراقب او باشم و محافظت او را به دیگری وانگذارم… از مدینه تا مرو به هیچ شهری در نیامدیم جز آنکه مردمِ آن شهر به خدمتش شتافتند، و از مسائلِ دینی استفتاء و پرسش می‌کردند، و آن حضرت پاسخِ کافی می‌داد، و برای آنان به استناد از پدران گرامیَش تا پیامبر، بسیار حدیث می‌فرمود.» این سفر از ۱۵ محرم تا ۲۹ جمادی‌الثانی سال ۲۰۱ به طول انجامید وی در طول این سفر از علی بن موسی گزارش‌هایی را نقل کرده که مورد توجه محققین شیعه قرار گرفته است. در یکی از منازل سفر علی بن موسی به مرو، یکی از یاران علی بن موسی قصد ترور رجاء را داشت که علی بن موسی او را از این کار منع کرد.

## سرانجام
منابعی چون مسعودی و یعقوبی در تاریخشان، گزارشی را نقل کرده‌اند که بر اساس آن، رجاء در عصر مأمون مورد خشم خلیفه قرار گرفته و اموالش توسط خلیفه مصادره شده است. بنابر گزارشی مشهور، علی بن اسحاق بن یحیی -که مسئول انتظامات شهر دمشق بود- به دلایلی نامعلوم -احتمالاً حسادت- در ۳ محرم ۲۲۶، به رجاء حمله کرده و وی را به قتل رسانده است. سر او بر نیزه شد و پیکرش بر دیواره های شهر دمشق آویزان گردید.